# Contea di Eurobodalla
La contea di Eurobodalla è una Local Government Area che si trova nel Nuovo Galles del Sud. Essa si estende su una superficie di 3.422 chilometri quadrati e ha una popolazione di 37.714 abitanti. La sede del consiglio si trova a Moruya.